# Mojoarum
Mojoarum is een bestuurslaag in het regentschap Tulungagung van de provincie Oost-Java, Indonesië. Mojoarum telt 2921 inwoners (volkstelling 2010).